# It's a Hard Life
"It's a Hard Life" é uma canção da banda britânica de rock Queen, escrita pelo vocalista Freddie Mercury e lançada em julho de 1984 como single. Foi destaque no álbum em que foi lançada, The Works, e a terceira faixa a ser divulgada como single desse álbum. Alcançou o número 6 no UK Singles Chart e foi o terceiro single Top 10 consecutivo do álbum.
A canção é uma continuação do tema apresentado no single anterior "Play the Game": Mercury escreve a partir da perspectiva do amante quando está em uma fase posterior à perda de um grande amor, em sua nova busca pelo amor verdadeiro. A letra e a melodia de abertura de "It's a Hard Life" são baseadas na linha "Ridi, Pagliaccio, sul tuo amore infranto!" (Ri, Pagliaccio, do teu amor destruído!) de "Vesti la Giubba", uma ária da ópera "Pagliacci" de Ruggiero Leoncavallo. Mercury era conhecido por seu amor à ópera, o que o influenciou em muitas canções do Queen, como "Bohemian Rhapsody."
Musicalmente, a canção recria a sensação de "Play the Game", a fim de atualizar a história; Mercury toca piano e usa a técnica característica de fazer coros harmoniosos, assim como em "Bohemian Rhapsody" e "Somebody to Love".
O clipe da canção, com enredo criado por Freddie, é o mais odiado pelos integrantes do grupo, principalmente por Brian e Roger. As roupas que os músicos utilizaram eram quentes e desconfortáveis, e a roupa que Mercury foi alvo de várias chacotas dos membros do Queen, afirmando que o vocalista, vestido daquela forma parecia um camarão gigante.
Nos últimos segundos da música, Freddie senta em uma escada com uma dificuldade extrema. Isso porquê ele saiu de uma festa com a perna quebrada e teve que colocar um gesso, e nessa música ele tinha acabado de tirar esse gesso.

## Ficha técnica
Banda
- Freddie Mercury - vocais e piano
- Brian May - guitarra e vocais de apoio
- Roger Taylor - bateria e vocais de apoio
- John Deacon - baixo